# Faixa
|  | Per a altres significats, vegeu «Faixa (desambiguació)». |

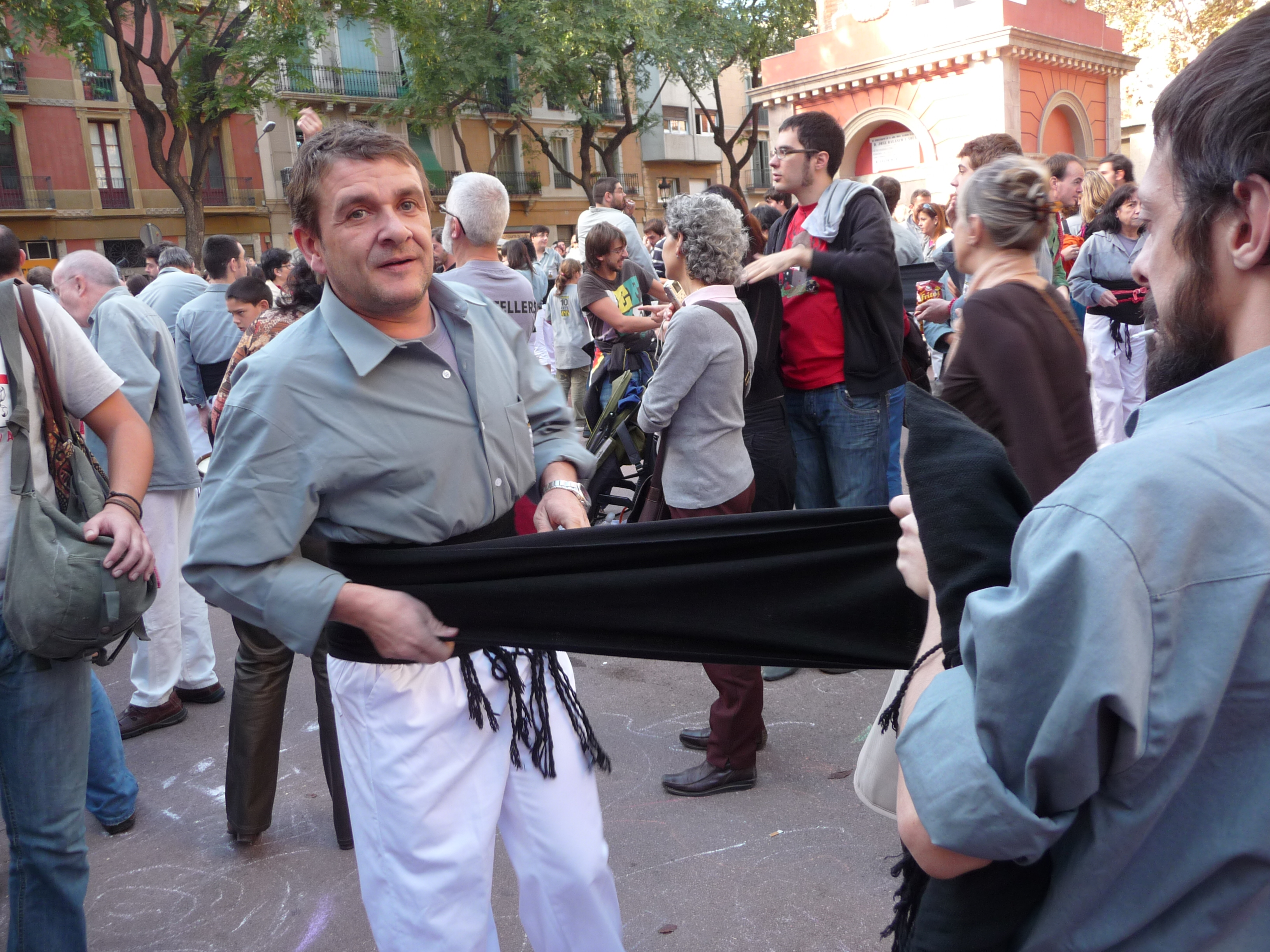
Casteller col·locant-se la faixa

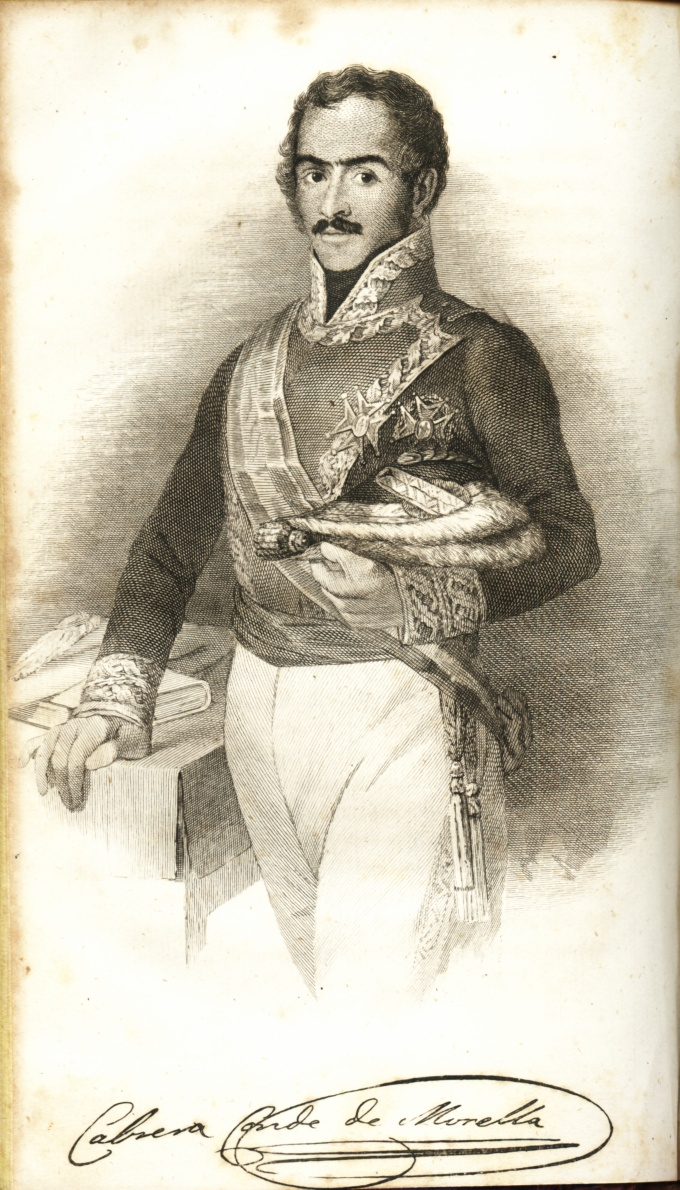
El general Cabrera, amb faixa militar

La faixa és una peça d'indumentària que es caracteritza per ser molt més llarga que ampla i per la seva resistència. Serveix per a cenyir el cos per la cintura, rodejant aquesta i donant-li diferents voltes. Al segle xix la duien els pagesos i artesans per a escalfar els ronyons i protegir els lumbars durant el treball al camp. Els burgesos la duien més aviat com a símbol de poder, en tenien de diferents colors i de tres metres de llargada. Avui està present en moltes danses tradicionals de les festes majors.
Aquesta peça de roba era habitual als Països Catalans i a Occitània. La faixa roja formava part de la indumentària tradicional catalana.

## Diferents utilitats
- Castellers: Peça fonamental del vestuari casteller. De color negre i de llargada i amplada variables segons edat, alçada i pes del qui la du. S'enrotlla a l'alçada dels ronyons i té una doble funció; protegir la zona lumbar dels esforços que rep per les càrregues i els moviments de l'estructura, i com un dels punts de suport perquè els castellers puguin fer les maniobres de pujada i baixada del castell.
- Sardanistes: Peça opcional del vestuari sardanista masculí. D'un color determinat en funció de la colla; de llargada i amplada variables segons edat, alçada i pes de qui la du; i en algunes ocasions amb dibuixos o bé lletres inicials representatives de la colla. Menys ampla que la faixa dels castellers. S'enrotlla a l'alçada dels ronyons, té una funció estètica i alhora serveix per protegir la zona lumbar dels esforços fets mentre es ballen sardanes a nivell competitiu.
- Falcons i geganters: Peça fonamental dels falcons, ja que el color d'aquesta diferència les colles unes de les altres. Enrotllada per la cintura serveix també per protegir la zona lumbar dels esforços realitzats durant la realització de les diverses figures.
- Militar: La faixa constitueix, en alguns exèrcits, el distintiu insígnia principal dels generals (de mariscal de camp en avant). Està feta generalment de seda, guarnint la cintura i s'acostuma a afegir-hi amb borles d'or. Antigament, es podia portar també sense borles, sobreposada o no a la part inferior de l'armilla, quan anaven de paisà.